# Навратил, Йозеф (художник)
Йозеф Матей На́вратил (встречается написание фамилии Навратиль; чеш. Josef Matěj Navrátil; 17 февраля 1798, Слани, близ Кладно — 21 апреля 1865, Прага) — чешский живописец.

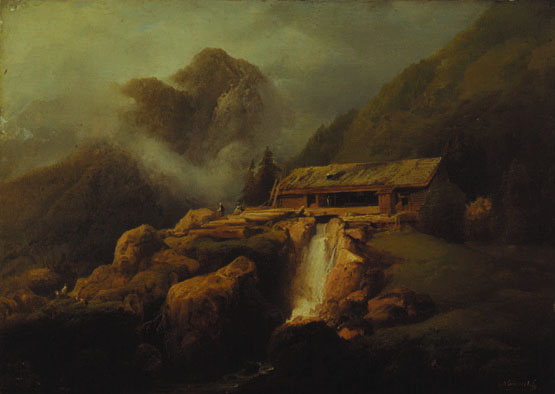
Картина Йозефа Навратила (1830)

Навратил родился в Слани в 1798 году. Сначала учился у своего отца, который был декоратором. Закончил пражскую Академию художеств (1823). Часто совершал поездки за границу, особенно в Швейцарию. Основные жанры работы: декоративные росписи, пейзажи, натюрморты, жанровые сцены. Его работы отличались тонкой живописной манерой.
Посмертно прошла первая выставка его работ в 1909 году в Рудольфинуме.